# Holochlora allovenosa
Holochlora allovenosa är en insektsart som beskrevs av Liu, C., Xiangwei Liu och Kang 2008. Holochlora allovenosa ingår i släktet Holochlora och familjen vårtbitare. Inga underarter finns listade i Catalogue of Life.